# Malacoplax californiensis
Malacoplax californiensis är en kräftdjursart som först beskrevs av William Neale Lockington 1877.  Malacoplax californiensis ingår i släktet Malacoplax och familjen Panopeidae. Inga underarter finns listade i Catalogue of Life.